# V. Amenemhat
V. Amenemhat (uralkodói nevén Szehemkaré) ókori egyiptomi fáraó volt, a XIII. dinasztia egyik uralkodója. Kim Ryholt és Darrell Baker egyiptológusok szerint a dinasztia negyedik uralkodója volt, Nerikarét követte a trónon és i. e. 1796-tól i. e. 1793-ig kormányzott, utódja Ameni Kemau volt. Detlef Franke szerint i. e. 1746 és 1743 közt uralkodott. Jürgen von Beckerath szerint elődje Pantjeni, utódja Szehotepibré.
Páran feltételezik, hogy azonos a dinasztia második királyával, Amenemhat Szonbeffel.

## Említései
V. Amenemhatot említik a torinói királylista 7. oszlopának 7. sorában; itt 3-4 évnyi uralkodási időt tulajdonítanak neki. Ezt valószínűleg megerősíti egy lahúni papirusz, melyen egy Szehemkaré nevű király harmadik uralkodási évét említik; ő lehet V. Amenemhat és Szonbef is. Egyetlen lelet maradt fenn uralkodásai idejéből, egy szobor Elephantinéból, mely eredetileg Szatet templomában állt, rajta a következő szöveggel: „A jó isten, a Két Föld ura, a szertartások ura, Felső- és Alsó-Egyiptom királya, Szehemkaré, Ré fia, Amenemhat, Szatetnek, Elephantiné úrnőjének kedveltje, ki örökké éljen.” A szobor fejét és karját a 19. században fedezték fel egy templom romjai közt, melyet egy Hekaib nevű nomoszkormányzó tiszteletére emeltek; ma a Bécsi Szépművészeti Múzeumban található. A szobor testét, melyen a felirat látható, 1932-ben fedezték fel, ma az Asszuáni Múzeumban van.

## Személyazonossága
Vitatott, hogy Szehemkaré V. Amenemhat ugyanaz a személy-e, mint Szehemkaré Szonbef, akit Kim Ryholt, Jürgen von Beckerath és Darrell Baker a XIII. dinasztia második uralkodójának tart. Szonbef valóban hívta magát Amenemhat Szonbefnek, ami Ryholt szerint úgy értendő, hogy „Amenemhat fia Szonbef”, vagyis Szonbef IV. Amenemhat fia. Így ő és V. Amenemhat két különböző személy. Ryholt és Baker úgy tartja, hogy Szonbef és Amenemhat közt egy rövid ideig hatalmon lévő király, Nerikaré uralkodott, von Beckerath szerint azonban Szehemr Hutaui Pantjeni uralkodása választotta el a két királyt egymástól.
Detlef Franke és Stephen Quirke ezzel szemben úgy vélik, hogy Szonbef nevében az Amenemhat a saját neve, nem az apjáé, így ő és V. Amenemhat ugyanaz a személy. A kettős nevek gyakorinak számítottak a XII. dinasztia korának végén, a XIII. dinasztia elején.

## Fordítás
- Ez a szócikk részben vagy egészben  a   Sekhemkare című angol Wikipédia-szócikk ezen változatának fordításán alapul.  Az eredeti cikk szerkesztőit annak laptörténete sorolja fel. Ez a jelzés csupán a megfogalmazás eredetét és a szerzői jogokat jelzi, nem szolgál a cikkben szereplő információk forrásmegjelöléseként.